# Clíodhna
Cliodna (Cleena, Clíodhna, Clíona) – w iryjskiej mitologii była boginią piękności i miała swoją siedzibę w zaświatach. Posiadała trzy zaczarowane ptaki, które swoim śpiewem mogły uśpić chorego człowieka oraz go wyleczyć. Legenda o niej głosi, iż zakochała się w śmiertelniku o imieniu Ciaban. Pewnego dnia Ciaban wybrał się na polowanie w głąb lądu w okolicy miasta Cork, a bóg morza Manannan Mac Lir sprowadził na Cliodnę zaczarowany sen i zabrał ją z powrotem w zaświaty.